# Gerard de Kruijff
Gerard Pieter de Kruijff (Buren, 27 de enero de 1890-Deventer, 16 de octubre de 1968) fue un jinete neerlandés que compitió en la modalidad de concurso completo. Participó en dos Juegos Olímpicos de Verano en los años 1924 y 1928, obteniendo tres medallas, oro en París 1924 y oro y plata en Ámsterdam 1928.

## Palmarés internacional
| Juegos Olímpicos | Juegos Olímpicos         | Juegos Olímpicos | Juegos Olímpicos |
| Año              | Lugar                    | Medalla          | Categoría        |
| ---------------- | ------------------------ | ---------------- | ---------------- |
| 1924             | París (Francia)          | Medalla de oro   | Por equipos      |
| 1928             | Ámsterdam (Países Bajos) | Medalla de oro   | Por equipos      |
| 1928             | Ámsterdam (Países Bajos) | Medalla de plata | Individual       |